# Benzoato de colesteril
El benzoato de colesteril, también denominado 5-colester-3-il benzoato, es una sustancia química orgánica, un éster del colesterol y del ácido benzoico. Tiene la propiedad de formar  cristales líquidos de colesterol helicoidales. Descubierto en 1888 por F. Reinitzer, fue el primero del entonces "nuevo tipo de material" que hoy se conoce como cristal líquido. F. Reinitzer lo dio a conocer al físico alemán Otto Lehmann, que estudió las mismas propiedades en unos cientos de compuestos y les dio el nombre de  cristales fluidos.
Puede ser utilizado con el nonanoato de colesteril y el carbonato de colesteril-oleil en la composición de algunos tipos de cristal líquido  termo-crómico. 
Puede ser utilizado como componente principal de los cristales líquidos empleados en las pantallas de cristal líquido. Es utilizado en algunos tintes capilares, maquillajes y otras preparaciones cosméticas.
El benzoato de colesteril fue el primer material en el que fue descubiertas las propiedades de los cristales líquidos  A finales de los años 1880, Friedrich Reinitzer, un botánico austríaco, mientras estaba estudiando las sustancias químicas en las plantas, calentó benzoato de colesteril a 145 °C: el material fuera, se convertía en un fluido nubloso, que al llegar a los 178.5 °C, cambiaba en el estado de líquido claro, (el estado que se esperaba de buen principio). El 1888, el físico alemán Otto Lehmann concluyó que este fluido nubloso presentaba una fase nueva de la materia y acuñó el término cristal líquido.